# 第一波茲南卡

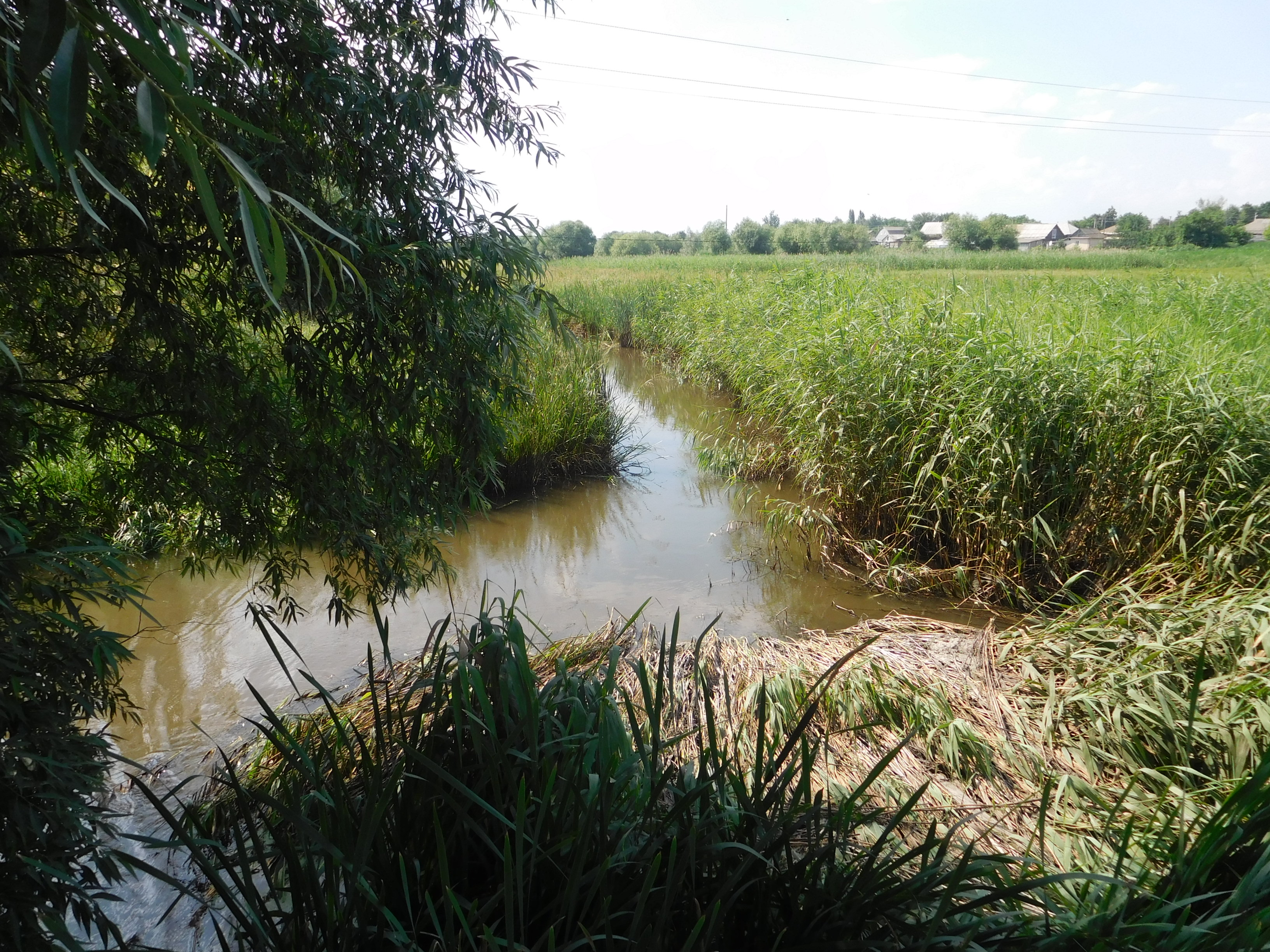
村庄风景

47°55′30″N 29°56′21″E / 47.92500°N 29.93917°E
第一波茲南卡（烏克蘭語：Познанка Перша）是位於烏克蘭西南部的村莊，由敖德萨州波季利斯克区的澤萊諾希爾斯凱市鎮負責管轄。該村始建於1875年，面積0.99平方公里，海拔高度104米，2001年人口603，人口密度每平方公里609.09人。